# 리베라 게랄도

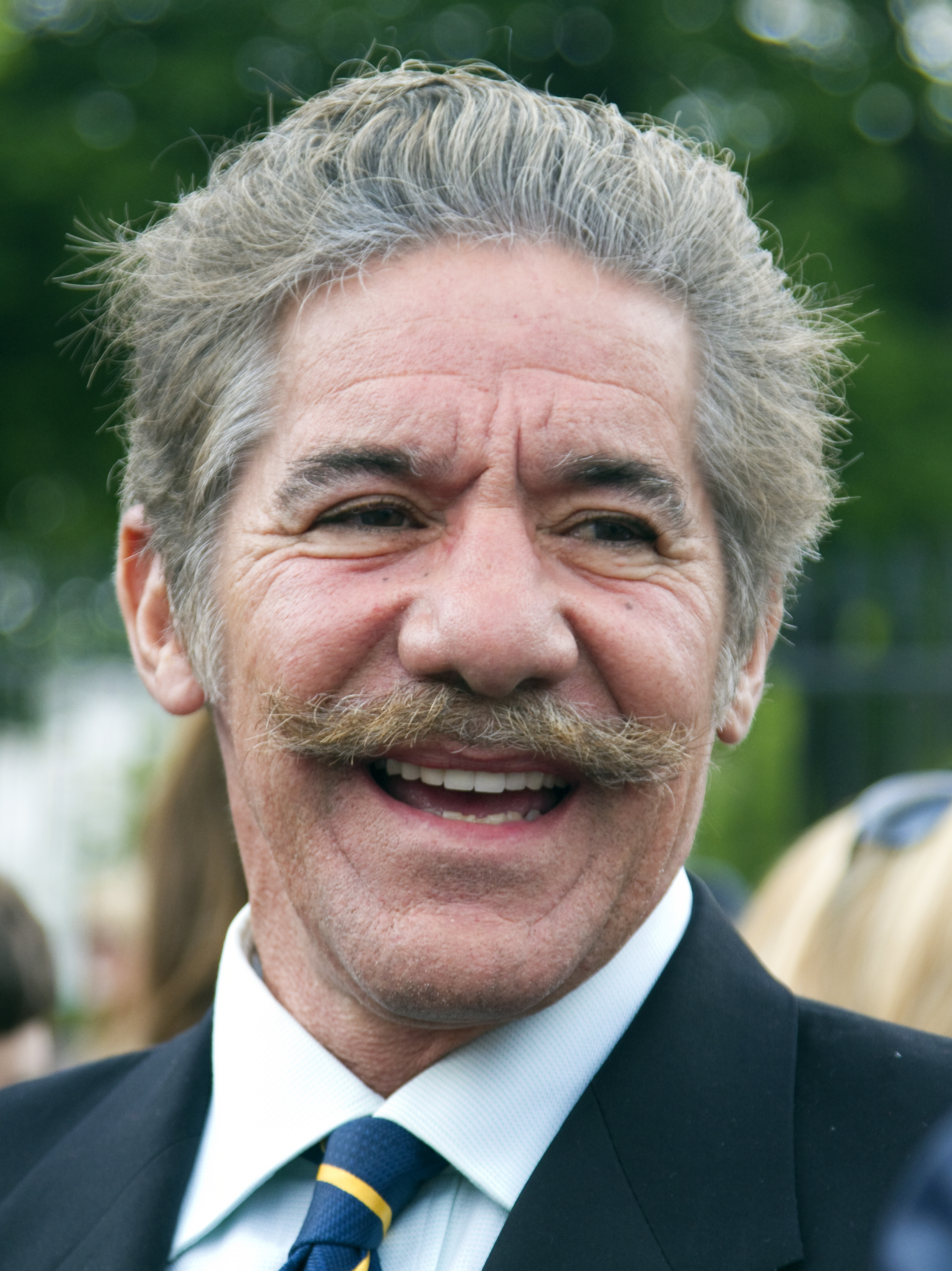
2011년 모습

허랄도 리베라(영어: Geraldo Rivera, 영어 발음: /həˈrɑːldoʊ rɪˈvɛərə/, 1943년 7월 4일 ~ )는 미국의 기자, 저자, 정치평론가, 전 텔레비전 사회자이다. "허랄도"라는 태블로이드 토크쇼의 사회를 1987년부터 1998년까지 맡았다.

## 생애
뉴욕시 베트이스라엘 병원에서 식당 종업원 릴리안, 택시 운전사 리베라의 아들로 태어났다.

## 영상 목록

### 텔레비전
- 20/20 (1978-2021)
- 디 오라일리 팩터 (2004-16)
- 지미 키멀 라이브! (2005-06)
- 허랄도 앳 라지 (2006-15, Geraldo at Large)
- 글렌 벡 (2009)
- 해니티 (2009-23)

### 영화
- Hated: GG Allin and the Murder Junkies (1993) - 다큐멘터리
- 그럼피어 올드 맨 (1995)
- 콘택트 (1997)
- 프라이머리 컬러스 (1998) - 본인 역
- 존 레논 컨피덴셜 (2006, The U.S. vs. John Lennon) - 다큐멘터리
- New World Order (2009) - 다큐멘터리